# James Gruntz
James Gruntz (* 16. Juli 1987 in Bern; eigentlich Jonas Gruntz) ist ein Schweizer Singer-Songwriter.

## Karriere
Aufgewachsen ist James Gruntz in Nidau am Bielersee, seine Eltern waren Lehrer und spielten beide Instrumente, der Jazzmusiker George Gruntz war ein Cousin seines Vaters. Er selbst lernte zuerst Schlagzeug und hatte einige Zeit Trompetenunterricht. Später hatte er ein eigenes Keyboard und machte mit einem MiniDisc-Player seine ersten Aufnahmen. Mit 16 Jahren zog er nach Basel. Sein erstes selbst produziertes Album mit dem Titel James Started Singing stellte er 2005 fertig. Anfangs litt er sehr unter Lampenfieber und die Albumvorstellung war sein erstes richtiges Livekonzert. Ebenfalls im Eigenvertrieb erschien 2007 sein zweites, nach ihm selbst benanntes Album. 2008 gelang ihm die Aufnahme an die Jazzschule Zürich, wo er nach fünfjährigem Studium einen Pop-Lehrgang mit Gesang und Klavier mit einem Master-Abschluss beendete.
Daneben verfolgte er seine Karriere weiter. Einen ersten Erfolg hatte Gruntz beim Newcomer-Wettbewerb von m4music im Jahr 2009 mit dem Lied Song to the Sea. Im Jahr darauf war er als Gastsänger auf dem Top-10-Album Bittersüessi Pille der Rapperin Steff la Cheffe vertreten und auch danach war er immer wieder Gast auf erfolgreichen Alben. Daraufhin kam 2011 auch ein Vertrag mit dem Indie-Label Bakara Music zustande, bei dem noch im selben Jahr das Album Until We Get There erschien. Damit kam er selbst erstmals in die Charts und erreichte Platz 28 in der Schweizer Hitparade. 2012 trat er beim Winterfestival in Wolhusen auf. Auch mit seinem berühmten Verwandten George Gruntz stand er kurz vor dessen Tod am 10. Januar 2013 einmal auf der Bühne. Im selben Jahr startete er mit dem Lyriker Patrick Savolainen das Schlagerpop-Projekt Reinheart, bei dem er dessen Texte vertonte und das Ergebnis als Download-EP bereitstellte.
Der eigentliche Durchbruch kam aber erst 2014 mit dem Album Belvedere. Mit dem Lied Heart Keeps Dancing, der ersten Auskopplung, hatte er einen Radiohit, der auch in die Singlecharts kam, und das Album stieg auf Platz 7 der Hitparade ein. Daraufhin wurde er nach vier Anläufen erstmals mit dem Basler Pop-Preis ausgezeichnet und 2015 erhielt er bei den Swiss Music Awards die Auszeichnung als Best Breaking Act sowie den Artist Award, der aufgrund einer Abstimmung unter Schweizer Musikern vergeben wird. Er trat unter anderem im Vorprogramm von Tom Odell und beim internationalen Festival da Jazz in St. Moritz auf. Belvedere wurde auch in Deutschland veröffentlicht, verbunden mit einem Auftritt beim Reeperbahn Festival.

## Diskografie
Alben
- James Gruntz (2007)
- Down To Earth / Up In Hills (2008)
- Until We Get There (2011)
- Closer (EP, 2012)
- Belvedere (2014)
- Waves (2017)

Lieder
- Here I Am (2007)
- And If You (2008)
- Song to the Sea (2008)
- Everything Is Gone (2011)
- Good Times (2011)
- Heart Keeps Dancing (2014)
- You (2017)
- Waves (2017)

Gastbeiträge
- Wo bisch? / Steff la Cheffe featuring James Gruntz (2010, Album: Bittersüessi Pille)
- One-Night-Stand / Dodo featuring James Gruntz (2011, Album: Funkloch)
- Last One / SAD featuring Greis & James Gruntz (2012, Album: Update 2)
- Das Lied / Knackeboul featuring James Gruntz (2012, Album: Moderator)
- Pluto / Lo & Leduc featuring James Gruntz (2014, Album: Zucker fürs Volk)
- Hold On / Pablo Nouvelle featuring James Gruntz (2016, Album: All I Need)
- Melodie / CBN featuring James Gruntz (2016, Album: Tourist)